# Александрос Ипсилантис (Грчка)
Александрос Ипсилантис (грч. Αλέξανδρος Υψηλάντης) је насељено место у општини Даутбал у периферији Средишња Македонија, Грчка. Према попису из 2021. године било је 262 становника.
Носи назив по Александросу Ипсилантису, официру Руске царске војске и вођи Хетерије. Александрос Ипсилантис се води као посебно насеље од 2013. године.